# سمكة الكاردينال
سمكة الكاردينال (باللاتينية: Apogon imberbis)، والمعروفة أيضًا باسم سمك كاردينال البحر الأبيض المتوسط، هي نوع من عائلة اللحلحيات. تتوزع هذه السمكة على نطاق واسع في البحر الأبيض المتوسط وعلى طول السواحل الشرقية المدارية المعتدلة والأطلنطي من البرتغال جنوبًا إلى خليج غينيا.

## الوصف
سمكة الكاردينال لديها جسم مضغوط بيضاوي برأس كبير ورأس عين كبير جدًا وأكبر بكثير من الخطم. لها فم كبير مائل مع فك سفلي بارز، يحتوي على صفوف من أسنان زائدة صغيرة على الفك السفلي. الزعنفة الصدرية طويلة، وتصل إلى أصل الزعنفة الشرجية. الجسم والزعانف ملونة باللون الأحمر أو الوردي، وداكنة على الظهر والسطح العلوي للرأس. هناك اثنان أو ثلاثة بقع داكنة، قد تربطا معا أحيانًا، على طول قاعدة الزعنفة الذيلية. الحد الأقصى للطول المسجل قياسا هو 15 سم، على الرغم أن الطول 10-12 سم هو الأكثر شيوعًا. تحتوي الزعانف الظهرية على 7 أشواك. تحتوي الزعنفة الشرجية على 2 أشواك.

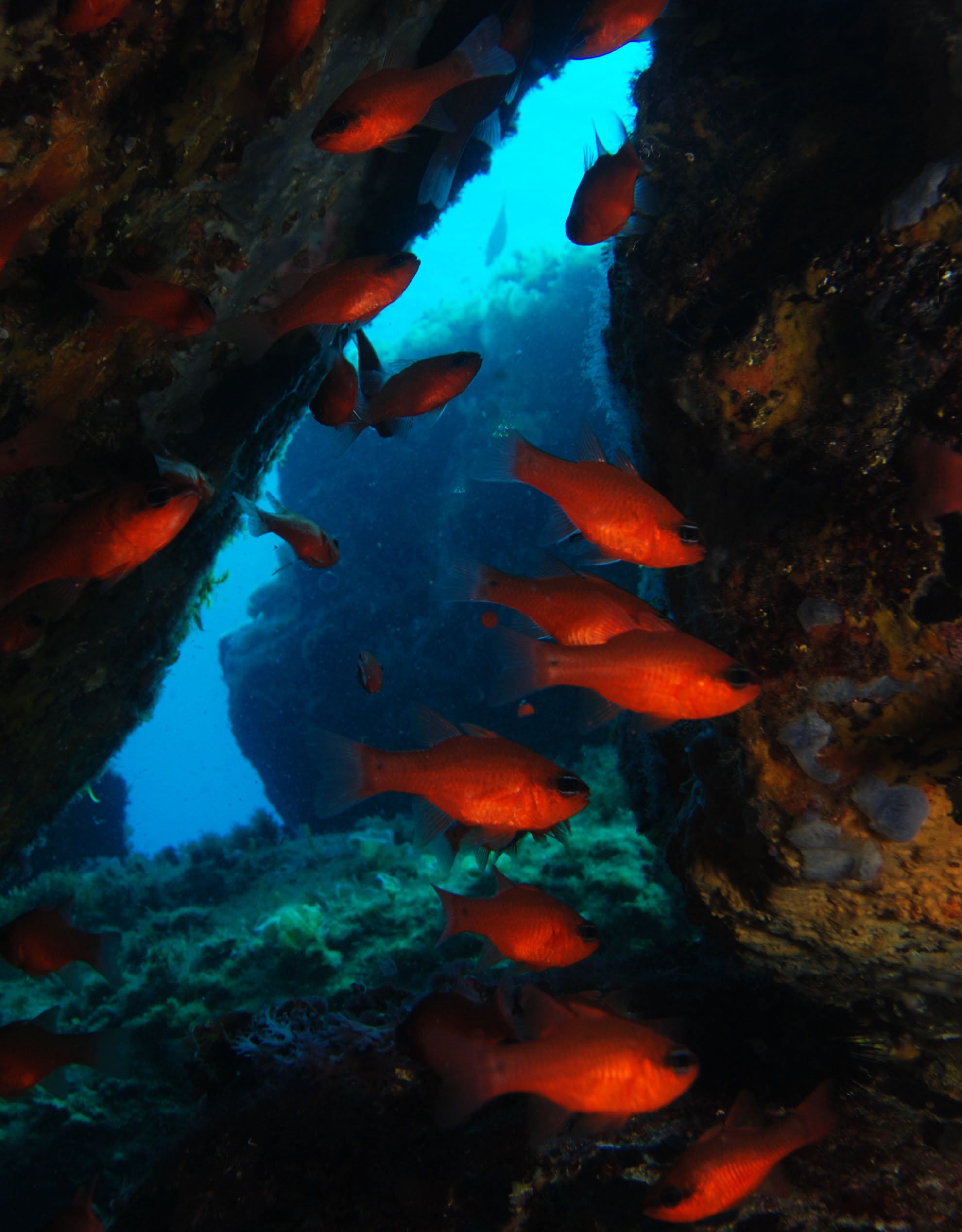
قطيع من سمك الكاردينال

## التوزيع
تتوزع سمكة الكاردينال على نطاق واسع في شرق المحيط الأطلسي من جبل طارق وجنوب البرتغال إلى أنغولا ويشمل جزر الكناري وماديرا والأزور وجزر الرأس الأخضر وجزر خليج غينيا. يوجد في جميع أنحاء البحر الأبيض المتوسط ولكنه لا يمتد شمالًا إلى البحر الأسود.

## الاحياء
غالبًا ما تتواجد السمكة على الشعاب الصخرية وكذلك الشعاب الاصطناعية المنظمة من عمق 2 إلى 20 م. في دراسة أجريت في جنوب إيطاليا، خاصة حيث توجد المنحدرات الصخرية والكهوف. تتغذى السمكة على الأسماك الصغيرة واللافقاريات والعوالق.